# Тончев, Димитрий
Димитрий Тончев (7 ноября 1859, Калофер, Османская империя — 20 февраля 1937, София, Болгария) — болгарский политический деятель и юрист, научный писатель-правовед, революционер, член и лидер нескольких либеральных партий. С 1884 по 1919 год неоднократно избирался депутатом Народного собрания Болгарии. В 1886 и в 1888—1891 годах был министром юстиции Болгарии, в 1894 году — министром сельского хозяйства, в 1899—1900 годах — министром общественного строительства, дорог и связи, в 1900—1901 годах — министром иностранных дел и религий, в 1913—1918 годах — министром финансов.

## Биография
Родился в Восточной Румелии; учился с 1875 года в России: сперва в реальном училище в Николаеве (до 1880 года), потом (до 1883 года) на юридическом факультете Новороссийского университета в Одессе. В 1883 году уехал на родину, в Филиппополь, где служил в окружном суде, где был судьёй.
В 1884 году вышел в отставку и сначала занялся адвокатской практикой в Филиппополе, но в том же году решил посвятить себя журналистике и политической деятельности, для чего переехал в Софию. Писал статьи в различных газетах и журналах, был редактором-издателем «Судебен Вестник», затем одним из основателей и редакторов органа соединённой оппозиции против режима Стамбулова «Свободно Слово» (1893—1894), редактором органа Радославовской партии «Народни Права» (1895—1899) и, наконец, газеты «Свободна Дума» (1901). С 1884 по 1886 год входил в состав Либеральной партии, в эти же годы был вице-спикером IV очередного Национального собрания. С 1886 по 1907 год печатался в газете «Пловдив». Был также депутатом в 5-м (1887—1889; в этом собрании до 1888 года был спикером), 6-м (1890—1892), 8-м (1894—1896), 10-м (1899—1900), 12-м (1902—1903), 15-м (1911—1913), 16-м (1913) и 17-м (1914—1919) национальных собраниях и Великом Национальном Собрании 3-го созыва (1886—1887; до июня 1887 года был его спикером).
В 1885 году Тончев принял участие в подготовке революции, соединившей Восточную Румелию с Болгарией, и был одним из делегатов, посланных временным правительством к императору Александру III в Копенгаген. С 1885 до 1892 год Тончев был депутатом, а в 1887—1889 годах председателем народного собрания, где принадлежал к либеральной партии (партии Радославова). В 1886 году стал одним из главных устроителей контрреволюции, имевшей целью возвращение князя Баттенберга на болгарский престол. В 1887 году был председателем великого народного собрания, созванного в Тырнове для избрания князя на вакантный престол, и предложил кандидатуру князя Фердинанда, который и был избран.
В 1889—1891 годах Тончев был министром юстиции в кабинете Стамбjлова. В 1891 году он вышел в отставку и стал в решительную оппозицию к Стамбулову, примкнув к Радославову; в 1892 году боролся против стамбуловского пересмотра конституции, имевшего целью усиление власти министерства. В 1894 году, после переворота, низвергшего Стамбулова, Тончев в новом коалиционном кабинете Стоилова и Радославова получил пост министра торговли и земледелия, но в том же году вышел в отставку. В эти годы написал несколько работ по гражданскому праву. После падения Стоилова, в 1899 году, Тончев вошёл в состав либерального правительства и был назначен министром общественных работ в коалиционном кабинете Грекова и сохранил тот же портфель в министерстве Иванчова (1900), сменив его несколько позже на портфель иностранных дел. В 1900 году стал действительным членом Болгарского литературного общества. В январе 1901 года вышел в отставку.
Во время министерства Каравелова 40 депутатов внесли в народное собрание предложение о судебном преследовании всех членов кабинета Иванчова, в том числе и Тончева, по обвинению в различных действиях, имевших целью личное обогащение (Тончева — при сдаче казённых подрядов на постройку железнодорожных вагонов), и в нарушениях конституции (заключение займов и расходование государственных сумм без предварительного разрешения народного собрания). 16 мая 1901 года Тончев произнёс в народном собрании длинную речь в свою защиту. Защитительная речь Тончева 16 мая 1901 года, вместе с другими речами обвиняемых министров, была напечатана в немецком переводе в брошюре «Auszug aus dem Protokoll der Verhandlung über die Ministeranklagen» (София, 1901). Как и товарищи его по кабинету и процессу (Радославов, Иванчов, Тенев), был приговореё к 8 месяцам тюрьмы с лишением гражданских и политических прав, но тотчас же вслед за тем (1903) подпал под действие закона об амнистии, принятого народным собранием в декабре 1903 года после падения прогрессистского правительства в мае. В 1904 году Тончев создал свою собственную Младолиберальную партию, лидером которой являлся до присоединения этой партии к Национальной Либеральной партии в 1920 году.
Вместе с Василем Радославовым и Николой Генадиевым Тончев являлся лидером одной из трёх партий в либеральной коалиции, правившей страной во время Первой мировой войны. 4 ноября 1919 года был арестован, после чего был приговорён Третьим государственным судом к пожизненному заключению как, согласно приговору, одие из главных виновников по втягиванию Болгарии в войну на стороне в итоге потерпевших поражение Центральных держав, что привело к так называемой Второй национальной катастрофе. В тюрьме, однако, он оставался только до 1924 года, после чего был помилован. Выйдя на свободу, пытался участвовать в деятельности Национал-либеральной партии, но это встретило протест со стороны её тогдашних лидеров, которые пытались дистанцироваться от старых дискредитировавших себя лидеров либеральных партий. В последующие годы Тончев отошёл от активной политической деятельности и написал восемь томов комментариев к своей работе по договорному праву «Закона за задълженията и договорите», начав работу в 1927 году и закончив её незадолго до смерти.
Отдельными книгами вышли следующие работы Тончева: «Коментарии върху закона за наследството» (София, 1893—1896), «Коментарии врху задълженията и договорит» (том I-й, София, 1893), «Закон за задълженията аннотированний» (София, 1896), «Противоконституционните закони» (1921).